# Nana Antwi
Nana Kwame Antwi (Accra, 10 agosto 2000) è un calciatore ghanese, difensore dell'Hermannstadt in prestito dal FCSB.

## Carriera
Inizia la sua carriera calcistica in Armenia, firmando un contratto con il Lori nel 2018. La stagione successiva, firma per il Lilla, che lo aggrega alla sua seconda squadra.
Nel 2020 ritorna nuovamente a vestire la maglia del Lori. Complice lo scioglimento societario, la successiva stagione si trasferisce all'Urartu. Con la formazione arancioviola, oltre a esordire nelle competizioni europee per club, vince anche un campionato e una coppa nazionale nel 2023.

## Palmarès

### Club

#### Competizioni nazionali
- Coppa d'Armenia: 1

Urartu: 2022-2023
- Campionato armeno: 1

Urartu: 2022-2023